# Façonnier
Un façonnier, en anglais Contract manufacturing organization (CMO), est une entreprise sous-traitante ou d'externalisation dans la fabrication de produits pharmaceutiques. On rencontre souvent les initiales CDMO pour "commercial drug manufacturing organisation" pour faire la différence entre la production de lot en vue d'essais cliniques et de lot destiné à la commercialisation en ville ou à l' hôpital. Le mot de façonnier recouvre les deux réalités bien qu'en réalité il s'agisse de deux métiers différents. Le façonnier de médicament pour essai clinique assure non seulement la fabrication mais aussi le conditionnement du placebo ou du médicament de référence . Il participe à la randomisation et assure la logistique vers les expérimentateurs. 
À ce titre il est soumis à des inspections spécifiques de la part des agences de régulation.
La place des façonniers a pris de l'importance notamment durant les périodes de fin des brevets industriels sur les médicaments, où les principales entreprises pharmaceutiques ont préféré vendre leur site industriel associé à ces médicaments dont les ventes ont chuté plutôt que de les restructurer, elles-mêmes.
Les principaux façonniers à l'échelle mondiale sont : CDM Lavoisier, Catalent, Lonza, Evonik DSM, Patheon, Baxter, Delpharm, Fareva, Aenova, Teva,PCAS.